# 診療中!こどもネタクリニック
「診療中!こどもネタクリニック」（しんりょうちゅう!こどもネタクリニック）は、NHK教育テレビジョンで2023年4月17日から放送されている、こども向けのお笑い番組。

## 概要
とある街にあるこどもにウケたい芸人たちが訪れる、ちょっと変わったクリニックを舞台としている。
お笑い好きの子どもたちがドクターとなり、どうやったら「芸人のネタ」がもっとこどもたちにウケるようになるかを「アドバイス治療」をし、 芸人たちはその場で言われたとおりに実演し直して「こどもがより楽しめるネタ」に作り直す。

## 出演者
- 濱口優(よゐこ) - 司会、院長
- 向井慧(パンサー) - 副司会的な役割、看護師
- 内田真礼 - ナレーション

ゲストのお笑い芸人（患者）
- 2023年4月17日放送 - インディアンス、パーパー、テツandトモ
- 2023年5月5日放送 - 錦鯉、お見送り芸人しんいち、テツandトモ
- 2023年6月19日放送 - ジャングルポケット、からし蓮根、レギュラー
- 2023年7月17日放送 - もう中学生、ラニーノーズ、レギュラー
- 2023年11月20日放送 - ウエストランド、スパイシーガーリック、いつもここから
- 2023年12月18日放送 - スーパーマラドーナ、大林ひょと子、いつもここから
- 2024年1月22日放送 - マシンガンズ、トレンディエンジェル、小島よしお
- 2024年2月19日放送 - 三四郎、かが屋、小島よしお
- 2024年4月15日放送 - ライス、東京ホテイソン、クールポコ。
- 2024年5月20日放送 - トム・ブラウン、アメリカザリガニ、クールポコ。
- 2024年6月17日放送 - ヤーレンズ、天才ピアニスト、テツandトモ